# Pascual Sisto
Pascual Sisto (1975, Ferrol, Espanha) é um cineasta e artista visual espanhol. Suas obras foram exibidas em galerias e museus internacionais, como Centre Pompidou, o Centro MAK de Arte e Arquitetura, o Museu de Arte Moderna de Istambul e a 53ª Bienal de Veneza. John and the Hole, o filme que marca sua estreia na direção, foi selecionado para os festivais de Cannes 2020 e Sundance 2021, e o fez ser nomeado pela Variety como um dos dez diretores para assistir em 2021.

## Biografia e carreira
Formação
Pascual Sisto é formado pela ArtCenter College of Design em Pasadena, Califórnia, onde obteve um BFA (Bachelor of Fine Arts [en]). Em Los Angeles, obteve um mestrado em artes de mídia pela Universidade da Califórnia. Sisto também frequentou a Escola de Pintura e Escultura Skowhegan em 2011. Ele recebeu bolsas da California Community Foundation Emerging Artist de 2012, ARC Durfee Foundation de 2011 e NYSCA de 2017, NYFA Artist Fellowship in Digital e Electronic Arts. No mesmo ano, foi premiado com residência em Artes Visuais na Pioneer Works no Brooklyn, e em 2019 ganhou Residência Artística do Espaço de Trabalho do Conselho Cultural do Lower Manhattan.
Carreira
Em 2003, devido ao curta-metragem Océano, no qual trabalhou como produtor executivo e roteirista, Pascual Sisto ganhou o Kodak Vision Award no Rhode Island International Film Festival.
Em 2009, apresentou suas exposições de arte no Museu de Arte Moderna de Istambul e na 53ª Bienal de Veneza. Em 2010, foi um dos artistas selecionados pelo Departamento de Assuntos Culturais e LAX para criar uma exposição permanente no Terminal Internacional Tom Bradley.
Suas exposições de arte já foram revisadas pelo Art of America, Flash Art, Los Angeles Times e Vice Creator's Project.
Em outubro de 2019, Pascual Sisto iniciou as gravações do longa-metragem que marca sua estreia na direção, John and the Hole, que foi escrito por Nicolás Giacobone. John and The Hole foi selecionado para os festivais de Cannes 2020 e Sundance 2021, e colocou Pascual Sisto na lista da Variety dos dez diretores para assistir em 2021. Também entrou na lista do TheWrap dos 14 filmes mais populares à venda no Festival Sundance, e na lista da GQ (México) dos filmes mais esperados do ano.

## Filmografia
Cinema
- 2002: Desert (curta-metragem, cinematografia adicional)
- 2003: Océano (curta-metragem, produtor executivo e roteirista)
- 2021: John and the Hole (diretor)

Televisão
- 2005: The Works (designer de logo)
- 2017-presente: Steps (co-diretor, produtor e produtor executivo)

## Prêmio
| Ano  | Prêmio                                                 | Categoria          | Trabalho | Resultado |
| ---- | ------------------------------------------------------ | ------------------ | -------- | --------- |
| 2003 | Rhode Island International Film Festival • Grand Prize | Kodak Vision Award | Océano   | Venceu    |